# Pervaja Liga 2023-2024 (Russia)
La Pervaja Liga 2023-2024 è stata la trentaduesima edizione della seconda serie del campionato russo di calcio.

## Stagione

### Novità
Dalla Pervaja Liga 2022-2023 sono state promosse in Prem'er-Liga Rubin e Baltika. Dalla Prem'er-Liga sono retrocesse Chimki e Torpedo Mosca.
Sono retrocesse in Vtoroj divizion Veles Mosca, Ufa, Krasnodar-2 e Volga Ul'janovsk. Sono salite dalla Vtoroj divizion Černomorec Novorossijsk, Sokol Saratov, Leningradec e Tjumen'.

### Formula
Le 18 squadre si affrontano in un girone all'italiana con partite di andata e ritorno, per un totale di 34 giornate. Le prime due classificate vengono promosse direttamente in Prem'er-Liga, mentre le ultime tre classificate retrocedono in Pervenstvo Professional'noj Futbol'noj Ligi. La terza e la quarta classificata giocano uno spareggio promozione/retrocessione contro terzultima e quartultima di Prem'er-Liga.

## Classifica finale
|  | Pos. | Squadra                 | Pt | G  | V  | N  | P  | GF | GS | DR  |
|  | ---- | ----------------------- | -- | -- | -- | -- | -- | -- | -- | --- |
|  | 1.   | Chimki                  | 66 | 34 | 20 | 6  | 8  | 56 | 39 | +17 |
|  | 2.   | Dinamo Machačkala       | 61 | 34 | 18 | 7  | 9  | 37 | 19 | +18 |
|  | 3.   | Akron Togliatti         | 59 | 34 | 17 | 8  | 9  | 48 | 26 | +22 |
|  | 4.   | Arsenal Tula            | 55 | 34 | 13 | 16 | 5  | 39 | 25 | +14 |
|  | 5.   | Rodina Mosca            | 55 | 34 | 15 | 10 | 9  | 53 | 31 | +22 |
|  | 6.   | Enisej                  | 51 | 34 | 15 | 6  | 13 | 55 | 40 | +15 |
|  | 7.   | Šinnik                  | 51 | 34 | 14 | 9  | 11 | 39 | 41 | -2  |
|  | 8.   | Alanija Vladikavkaz     | 49 | 34 | 12 | 13 | 19 | 42 | 42 | 0   |
|  | 9.   | Tjumen'                 | 48 | 34 | 13 | 19 | 12 | 36 | 35 | +1  |
|  | 10.  | Torpedo Mosca           | 47 | 34 | 12 | 11 | 11 | 33 | 33 | 0   |
|  | 11.  | Neftechimik             | 42 | 34 | 11 | 9  | 14 | 31 | 35 | -4  |
|  | 12.  | KAMAZ                   | 41 | 34 | 10 | 11 | 13 | 30 | 36 | -6  |
|  | 13.  | SKA-Chabarovsk          | 41 | 34 | 11 | 8  | 15 | 33 | 36 | -3  |
|  | 14.  | Sokol Saratov           | 38 | 34 | 10 | 8  | 16 | 32 | 53 | -21 |
|  | 15.  | Černomorec Novorossijsk | 35 | 34 | 7  | 14 | 13 | 30 | 38 | -8  |
|  | 16.  | Leningradec             | 34 | 34 | 8  | 10 | 16 | 27 | 44 | -17 |
|  | 17.  | Volgar' Astrachan'      | 34 | 34 | 7  | 13 | 14 | 29 | 44 | -15 |
|  | 18.  | Kuban'                  | 23 | 34 | 5  | 8  | 21 | 20 | 53 | -33 |

Legenda:
      Promossa in Prem'er-Liga 2024-2025.
 Ammessa agli spareggi promozione/retrocessione.
      Retrocessa in Vtoraja liga Rossii 2024-2025.
Note:
Tre punti a vittoria, uno a pareggio, zero a sconfitta.

## Spareggio promozione-retrocessione
|                      | Risultati |                      | Luogo e data                    |
| -------------------- | --------- | -------------------- | ------------------------------- |
| Ural                 | 0 - 2     | Akron Togliatti      | Ekaterinburg, 29 maggio 2024    |
| Akron Togliatti      | 1 - 2     | Ural                 | Togliatti, 1º giugno 2024       |
|                      |           |                      |                                 |
| Pari Nižnij Novgorod | 1 - 2     | Arsenal Tula         | Nižnij Novgorod, 29 maggio 2024 |
| Arsenal Tula         | 0 - 2     | Pari Nižnij Novgorod | Tula, 1º giugno 2024            |
|                      |           |                      |                                 |

## Statistiche

### Classifica marcatori
| Gol |  |  | Giocatore           | Squadra             |
| --- |  |  | ------------------- | ------------------- |
| 17  |  |  | Jonathan Okoronkwo  | Arsenal Tula        |
| 14  |  |  | Islam Mašukov       | Alanija Vladikavkaz |
| 14  |  |  | Ivan Timošenko      | Rodina Mosca        |
| 13  |  |  | Aleksandr Lomakin   | Enisej              |
| 13  |  |  | Aleksandr Rudenko   | Chimki              |
| 11  |  |  | Igor' Andreev       | Šinnik              |
| 10  |  |  | Astemir Gordjušenko | Rodina Mosca        |
| 9   |  |  | Serder Serderov     | Dinamo Machačkala   |
| 9   |  |  | Ilja Porochov       | Tjumen'             |
| 9   |  |  | Dmitrij Samojlov    | Šinnik              |